# 사무이 공항
사무이 공항(태국어: ท่าอากาศยานนานาชาติสมุย 영어: Samui Airport IATA: USMI, ICAO: VTSM)은 코 사무이 공항으로 알려져 있으며, 태국 사무이 섬에 있는 사설 공항이다. 차웡 마을 북쪽 2km 지점에 위치하고 있다.
맞이 공간에는 기념품점만이 있다. 그 외에 국제선, 국내선 두 개의 터미널이 있고, 국제선은 국내선보다 50m 위쪽에 존재한다. 근처의 빗 붓사 선착장에서는 꼬 팡간을 오가는 페리가 있다. 고속 페리는 공항의 6km 북서쪽 지점에 있는 메남 해변 선착장을 출발하여 꼬 따오와 춤폰을 왕복해서 운항한다.

## 운항 노선

### 국내선
| 항공사    | 목적지                                       |
| --------- | -------------------------------------------- |
| 방콕 항공 | 방콕(수완나품), 치앙마이, 푸켓, 라용, 끄라비 |

### 국제선
| 항공사    | 목적지                       |
| --------- | ---------------------------- |
| 방콕 항공 | 홍콩, 싱가포르, 쿠알라룸푸르 |
| 실크 에어 | 싱가포르                     |

## 통계
- 운항 수 - 17,707편
- 출발 승객 - 691,283
- 도착 승객 - 673,851
- 트랜짓 - 305
- 전체 승객 - 1,365,439
- % 변경 - + 14.83%
- 적재 화물 - 1,097 kg.
- 내린 화물 - 366,311 kg.